# Grado (Italië)
Grado is een gemeente in de Italiaanse provincie Gorizia (regio Friuli-Venezia Giulia) en telt 7971 inwoners (31-12-2020). De oppervlakte bedraagt 114,1 km², de bevolkingsdichtheid is 70 inwoners per km².
De volgende frazioni maken deel uit van de gemeente: Boscat, Fossalon, Pineta, Primero, Val Cavarera.

## Geschiedenis
In 875 vaart een moslimvloot de Adriatische Zee op naar Grado en plundert op de terugweg Comacchio.

## Demografie
Grado telt ongeveer 4131 huishoudens. Het aantal inwoners daalde in de periode 1991-2001 met 3,8% volgens cijfers uit de tienjaarlijkse volkstellingen van ISTAT.
| Jaar | Inwoneraantal |
| ---- | ------------- |
| 1991 | 9073          |
| 2001 | 8728          |
| 2014 | 8350          |
| 2020 | 7971          |

## Geografie
De gemeente ligt op ongeveer 2 m boven zeeniveau.
Grado grenst aan de volgende gemeenten: Aquileia (UD), Fiumicello (UD), Marano Lagunare (UD), San Canzian d'Isonzo, San Giorgio di Nogaro (UD), Staranzano, Terzo d'Aquileia (UD), Torviscosa (UD).

## Bezienswaardigheden
- de oude binnenstad
- de haven
- het kanaal langs het eilandje Le Cove met de vele bootjes die er aangemeerd liggen
- de Basilica di Sant'Eufemia: deze vroegchristelijke basilica minor dateert uit de 6e eeuw. 
  - de campanile (15e eeuw). Op de torenspits staat de Anzolo (1462), een koperen beeld van de aartsengel Michaël
  - de achthoekige doopkapel (Battistero) heeft 6e-eeuwse vloermozaïeken en een grote marmeren doopvont
  - het interieur heeft onder meer 
    - zuilen in polychroom marmer die het ruime schip in drie beuken verdelen. De zuilen en hun kapitelen dateren gedeeltelijk uit de romeinse tijd.
    - perfect bewaarde 6e-eeuwse Byzantijnse mozaïeken op de vloer van het schip
    - een 13e-eeuws gotisch fresco van de Majestas Domini dat de apsis opluistert
    - een zeshoekige preekstoel, opgetrokken in Moorse stijl, met beeldhouwwerk uit de 13e eeuw
- de Basilica di Santa Maria delle Grazie is ook een vroegchristelijke kerk met 6e-eeuwse mozaïeken
- de opgravingen (1902-1904) en ruïnes (fundamenten, mozaïeken en sarcofagen) van de voormalige Basilica della Corte
- het Santuario della Madonna di Barbana ligt op het naburige eilandje Barbana. Dit eilandje ligt in het oostelijk deel van de lagune van Grado.
- de lagune van Grado wordt in twee delen gesneden door de 5 km lange dijk die Grado met het vasteland verbindt. De lagune strekt zich in het westen uit tot het eilandje Anfora. Vooral dit westelijk deel van de lagune is bezaaid met eilandjes.

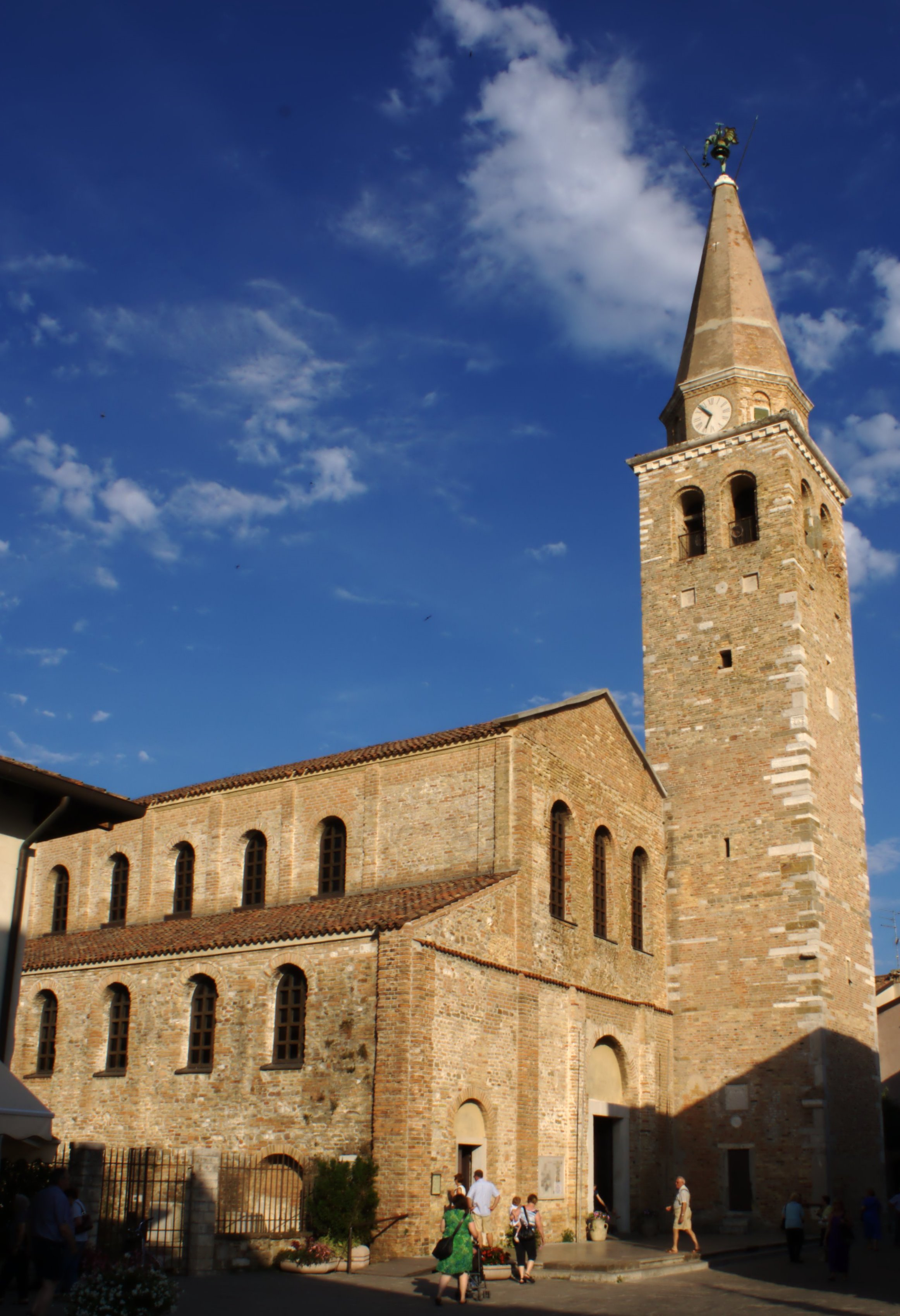
Dom van Grado
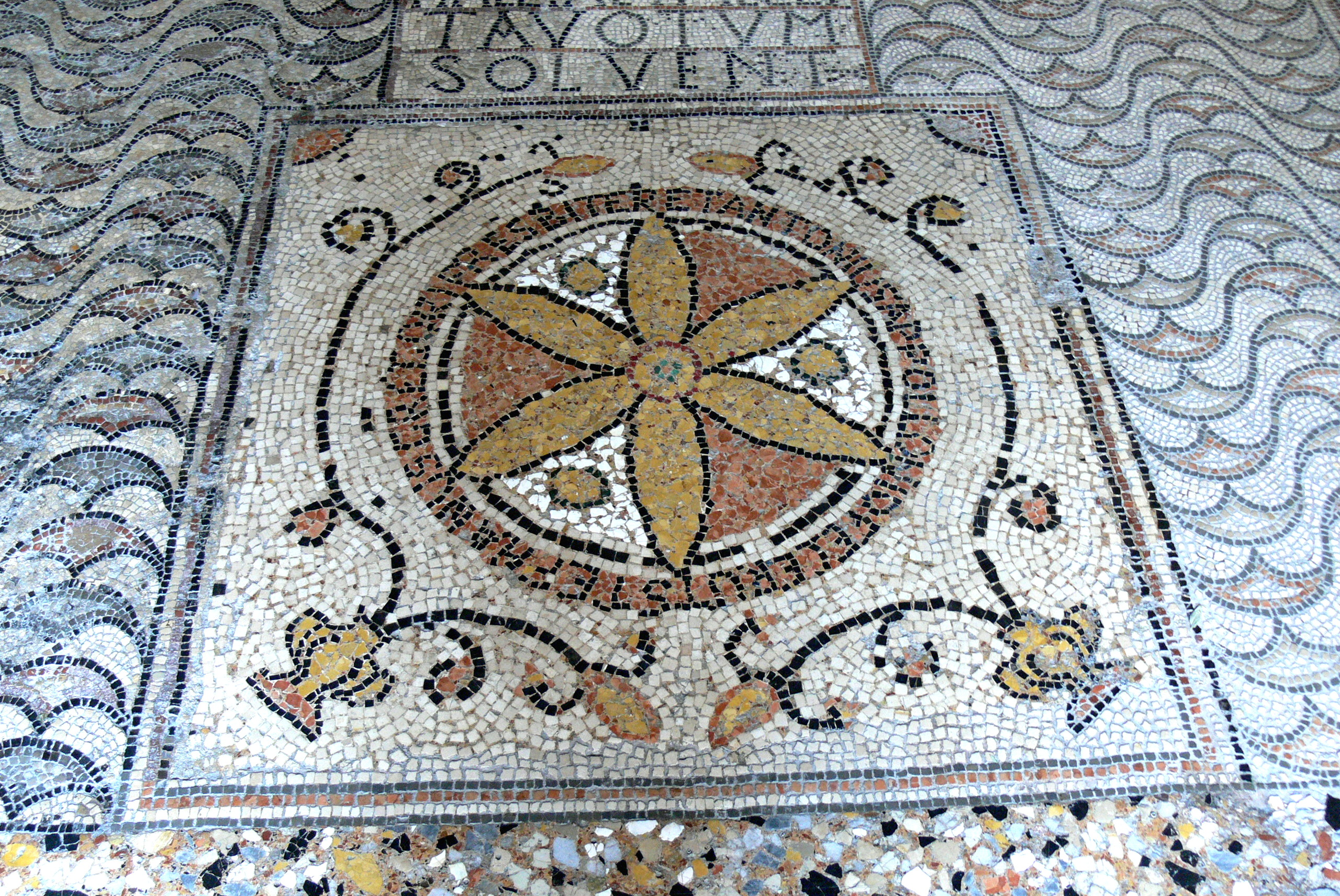
Mozaïeken in de dom
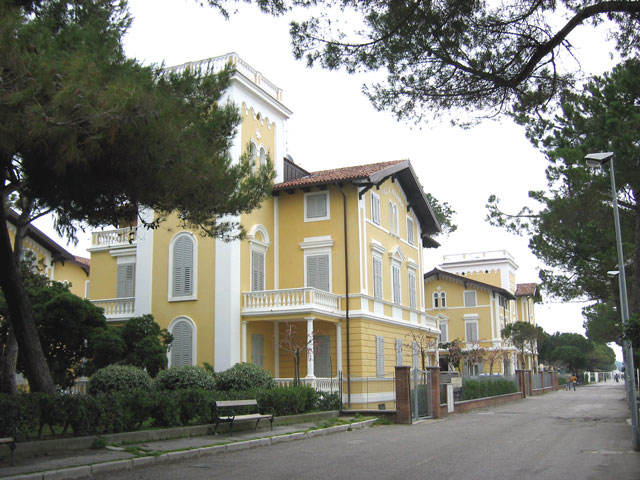
Ville Bianchi
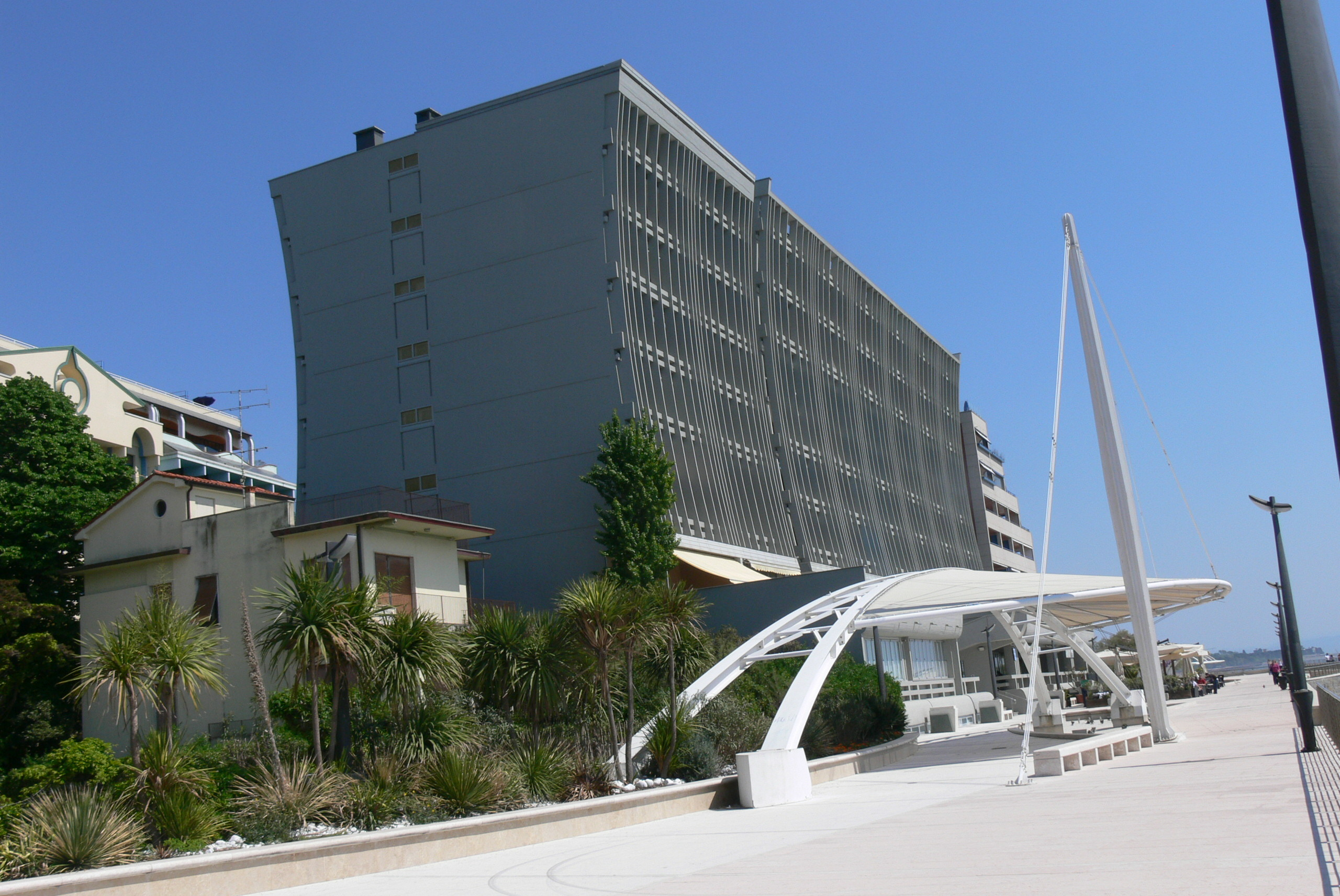
Strandhotel

## Geboren
- Aldo Tarlao (1924), roeier